# ماركوني ستاليونز
ماركوني ستاليونز الاسم الكامل: (بالإنجليزية: Marconi Stallions Football Club)‏ هو نادي كرة قدم أسترالي وشارك في دوري نيو ساوث ويلز الممتاز الوطني.